# Серджо Б'янкетто
Серджо Б'янкетто (італ. Sergio Bianchetto, 16 лютого 1939) — італійський велогонщик.
Олімпійський чемпіон 1960 (тандем), 1964 (тандем) років, срібний призер 1964 року в спринті.
Чемпіон світу з трекових велоперегонів 1961 (спринт), 1962 (спринт) років, срібний призер 1963 року в спринті, бронзовий призер 1964 року в спринті.